# Westigerbach
Westigerbach ist als Teil der ehemals selbstständigen Gemeinde Westig seit den preußischen Gebietsreformen 1929 ein Ortsteil der Gemeinde, seit 1936 der Stadt Hemer in Nordrhein-Westfalen.
Westigerbach liegt zwischen den Ortschaften Westig im Norden, Wiehagen im Nordwesten und Bredenbruch im Süden. Die Siedlung erstreckt sich entlang der L 683 und liegt am Westiger Bach, der in Oberhemer in den Sundwiger Bach mündet und mit ihm die Oese bildet.
In Westigerbach befand sich mit dem Betriebsgelände des Unternehmens Giese unter anderem das größte Drahtwerk Hemers. Nach der Insolvenz des Unternehmens zogen einige andere Firmen auf das Fabrikgelände.